# Goniopholis

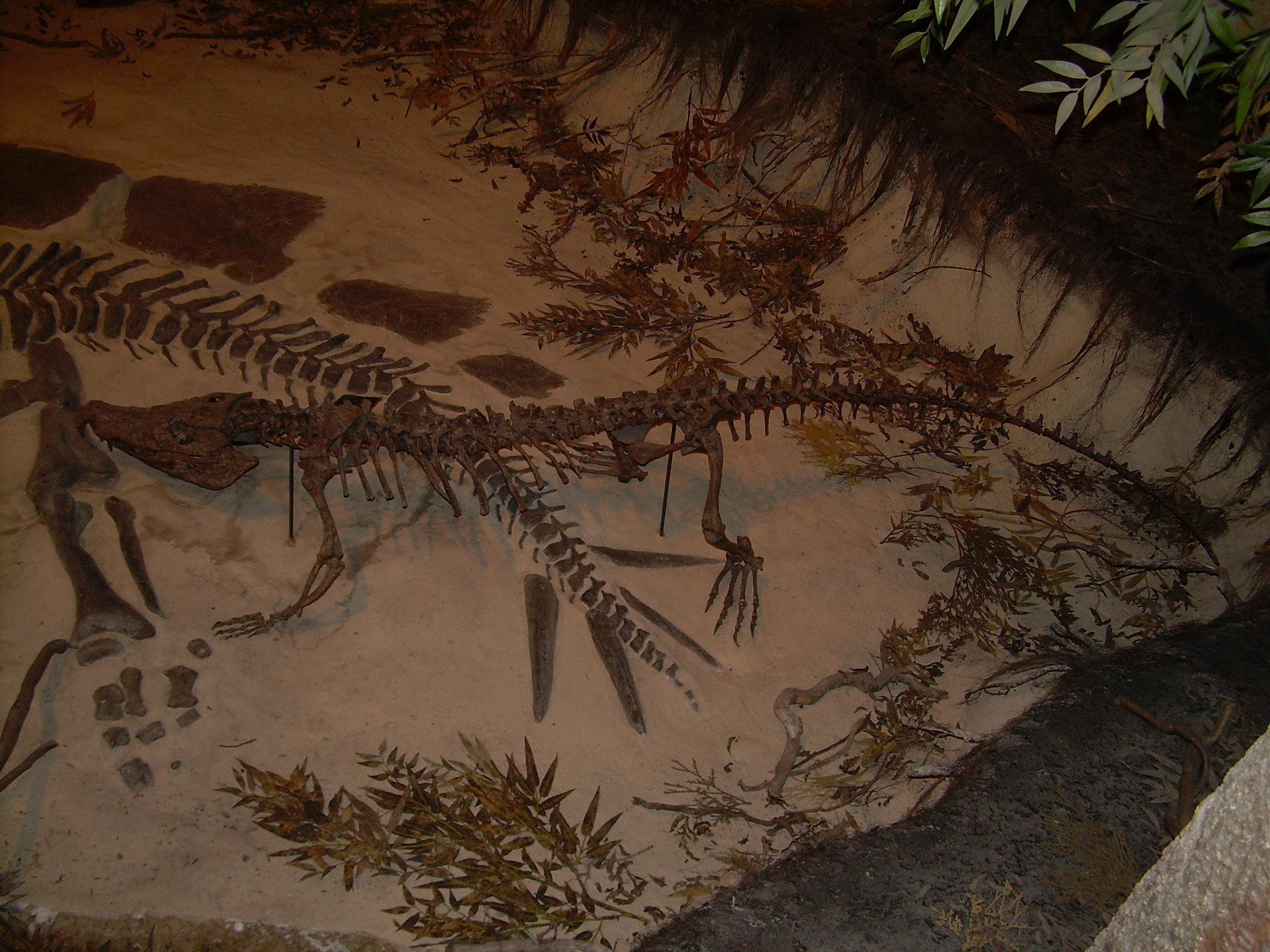
A Goniopholis és a Stegosaurus csontváza

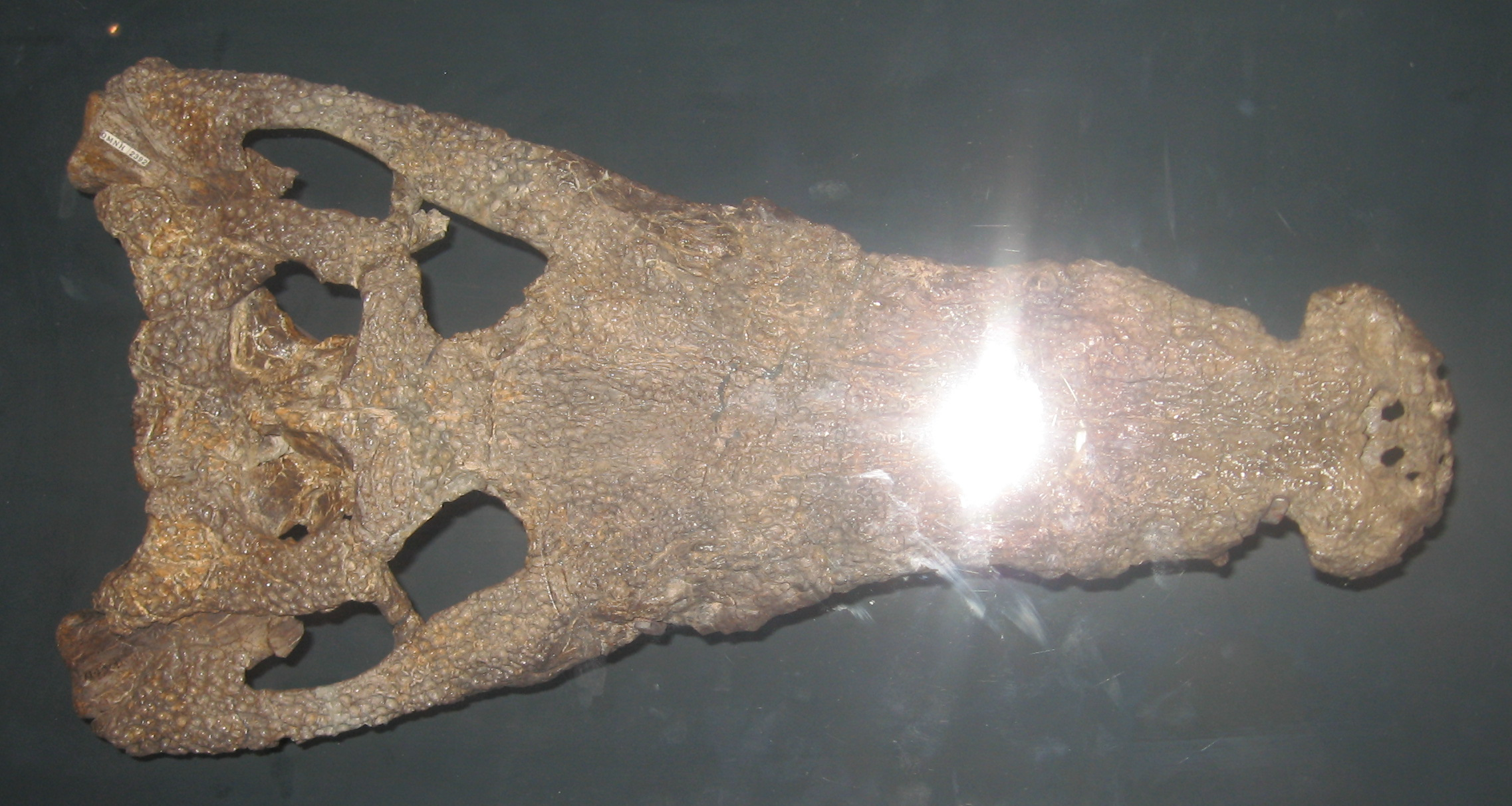
A Goniopholis koponyája az oklahomai Sam Noble Múzeumban

A Goniopholis a crocodylomorphák egyik kihalt neme, amely Észak-Amerikában, Európában és Ázsiában élt, a késő jura és kora kréta időszakok során. A modern krokodilokhoz nagyon hasonló, félig vízi életmódot folytatott. A hossza 2 és 4 méter között változott, az életmódja nagyon hasonló lehetett a mississippi aligátoréhoz és a nílusi krokodiléhoz. A Goniopholis közeli rokonságban állt a mai krokodilok ősével.

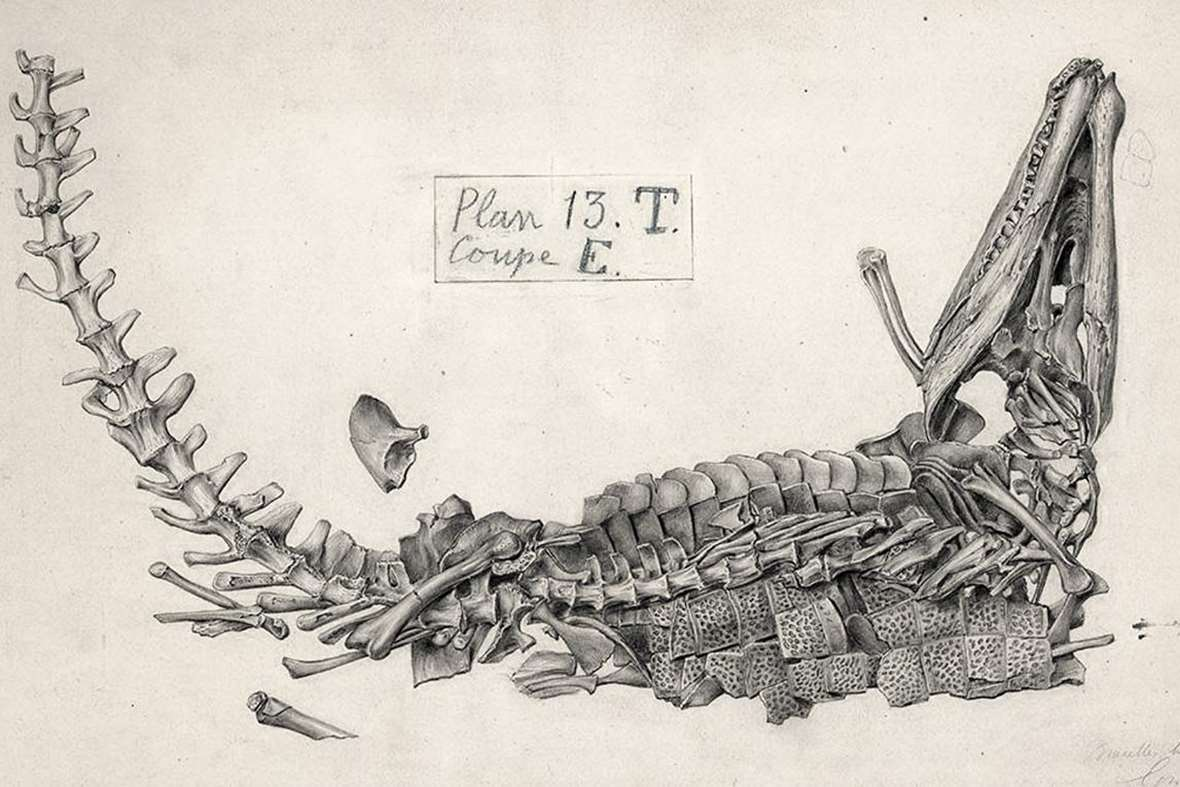
Az Iguanodon bernissarti lelőhelyén felfedezett Goniopholis simus csontváz

A Goniopholis több fajáról is készült leírás. A G. crassidens a kora kréta időszaki (berriasi korszakbeli) Angliában élt. A Goniopholis simus Északnyugat-Németországból, a kora kréta időszakból, a G. gilmorei és a G. stovalli Észak-Amerikából a késő jura időszakból, a G. baryglyphaeus pedig Portugáliából, a késő jura időszakból (a kimmeridge-i korszakból) származik; ez utóbbi a legrégebbi ismert Goniopholis faj. A további késő jura időszaki fajok közé tartozik az Északkelet-Thaiföldről származó G. phuwiangensis és a Colorado állambeli, tithon korszakbeli G. lucasii (amely talán egy másik nemhez, az Amphicotylushoz tartozik). A kora kréta időszakból, Angliából ismertté vált Nannosuchus gracilidens a Goniopholis fiatal példánya.

## Fordítás
- Ez a szócikk részben vagy egészben a Goniopholis című angol Wikipédia-szócikk ezen változatának fordításán alapul.  Az eredeti cikk szerkesztőit annak laptörténete sorolja fel. Ez a jelzés csupán a megfogalmazás eredetét és a szerzői jogokat jelzi, nem szolgál a cikkben szereplő információk forrásmegjelöléseként.